# Народное глобальное действие
Народное глобальное действие (англ. Peoples' Global Action, PGA) — название всемирной координации радикальных социальных движений, низовых инициатив и прямых действий, направленных против капитализма и всевластия корпораций и в поддержку социальной, экономической, политической, культурной и экологической справедливости. Народное глобальное действие является частью движения антиглобализма.
Народное глобальное действие является всемирной коалицией, включающее неправительственные организации, профсоюзы, экологические группы, группы социального действия в странах Запада и в «Третьем мире». Состав объединения весьма широк: от бразильского Движения безземельных крестьян до британской радикально-экологической организации «Вернем себе улицу» (Reclaim the street!), от союзов крестьян Индии до профцентров из азиатских и европейских стран и т. д.

## История
Предпосылкой к созданию Народного глобального действия является всемирные встречи, организованные в 1994 и 1996 годах Сапатистской армией национального освобождения, которая начала восстание низовых инициатив в обедневшем южном мексиканском штате Чьяпас против Североамериканского соглашения о свободной торговле (NAFTA). Посредством Интернета сапатисты собрали около шести тысяч низовых активистов из более чем 40 стран, и эта встреча была названа Первой межконтинентальной Встречей за Человечество и против Неолиберализма.
Во время Второй межконтинентальной встречи за человечество и против неолиберализма, проходившей в августе 1997 года в Испании, были разработаны основные цели и принципы формирующейся сети. В феврале 1998 года в Женеве активисты низовых движений встретились для разработки средств обеспечения непрерывной коммуникации и координации в процессе борьбы против Всемирной торговой организации (ВТО) и других «свободных» торговых организаций. Эта инициатива и стала основой для создания сети движений Глобального действия народов.